# Bahnstrecke Ruda–Älghult
| Einweihung des Bahnhofes Älghult |                             |                                            |                                            |
| Streckenlänge: | 45,7 km                     |                                            |                                            |
| Spurweite: | 891 mm (schwed. 3-Fuß-Spur) |                                            |                                            |
| Maximale Neigung: | 16 ‰                        |                                            |                                            |
| Minimaler Radius: | 300 m                       |                                            |                                            |
| Streckengeschwindigkeit: | 40 km/h                     |                                            |                                            |
| |                             |                                            |                                            |
| Betriebsstellen und Strecken |                             |                                            |                                            |
| \| \| \| Bahnstrecke Kalmar–Berga von Berga \| \| \| \| \| Bahnstrecke Ruda–Oskarshamn von Oskarshamn \| \| \| \| 32,9 \| Ruda \| Ruda \| \| \| \| Bahnstrecke Kalmar–Berga nach Kalmar \| \| \| \| 35,7 \| Alebo \| Alebo \| \| \| \| Trändeån \| \| \| \| 37,1 \| Basthult Elmhultsbro (1922–1963) \| Basthult Elmhultsbro (1922–1963) \| \| \| 41,1 \| Sinnerskog Sinnerbo (1922–1963) \| Sinnerskog Sinnerbo (1922–1963) \| \| \| 43,3 \| Allgunnen Skurebo (1922–1963) \| Allgunnen Skurebo (1922–1963) \| \| \| 44 \| Sjönäs Allgunnen \| Sjönäs Allgunnen \| \| \| \| Badebodaån \| \| \| \| 49,6 \| Grönlid (1922–1963) \| Grönlid (1922–1963) \| \| \| 53,8 \| Torsmåla \| Torsmåla \| \| \| \| Bahnstrecke Mönsterås–Åseda von Fagerhult \| \| \| \| 56,5 \| Skoghult (1912–1963) \| Skoghult (1912–1963) \| \| \| \| Bahnstrecke Mönsterås–Åseda nach Mönsterås \| \| \| \| \| Grenze Kalmar län / Kronobergs län \| \| \| \| \| Alsterån \| \| \| \| 63,5 \| Fröseke (1923–1963) \| Fröseke (1923–1963) \| \| \| 70,5 \| Rydefors (1923–1963) \| Rydefors (1923–1963) \| \| \| 71,7 \| Hohults snickerifabrik (1923–1963) \| Hohults snickerifabrik (1923–1963) \| \| \| 72,8 \| Hohultslätt (1923–1963) \| Hohultslätt (1923–1963) \| \| \| \| Alsterån \| \| \| \| 74,9 \| Åkerslund (1923–1963) \| Åkerslund (1923–1963) \| \| \| 79,4 \| Älghult (Älghultsby, 1922–1963) \| Älghult (Älghultsby, 1922–1963) \| \| \| \| Östra Värends Järnväg nach Brittatorp \| \| |                             |                                            |                                            |
| Strecke |                             | Bahnstrecke Kalmar–Berga von Berga         | Bahnstrecke Kalmar–Berga von Berga         |
| Abzweig geradeaus und ehemals von links |                             | Bahnstrecke Ruda–Oskarshamn von Oskarshamn | Bahnstrecke Ruda–Oskarshamn von Oskarshamn |
| Bahnhof | 32,9                        | Ruda                                       | Ruda                                       |
| Abzweig ehemals geradeaus und nach links |                             | Bahnstrecke Kalmar–Berga nach Kalmar       | Bahnstrecke Kalmar–Berga nach Kalmar       |
| Haltepunkt / Haltestelle (Strecke außer Betrieb) | 35,7                        | Alebo                                      | Alebo                                      |
| Brücke über Wasserlauf (Strecke außer Betrieb) |                             | Trändeån                                   | Trändeån                                   |
| Haltepunkt / Haltestelle (Strecke außer Betrieb) | 37,1                        | Basthult Elmhultsbro (1922–1963)           | Basthult Elmhultsbro (1922–1963)           |
| Bahnhof (Strecke außer Betrieb) | 41,1                        | Sinnerskog Sinnerbo (1922–1963)            | Sinnerskog Sinnerbo (1922–1963)            |
| Haltepunkt / Haltestelle (Strecke außer Betrieb) | 43,3                        | Allgunnen Skurebo (1922–1963)              | Allgunnen Skurebo (1922–1963)              |
| Abzweig geradeaus und nach links (Strecke außer Betrieb) | 44                          | Sjönäs Allgunnen                           | Sjönäs Allgunnen                           |
| Brücke über Wasserlauf (Strecke außer Betrieb) |                             | Badebodaån                                 | Badebodaån                                 |
| Haltepunkt / Haltestelle (Strecke außer Betrieb) | 49,6                        | Grönlid (1922–1963)                        | Grönlid (1922–1963)                        |
| Haltepunkt / Haltestelle (Strecke außer Betrieb) | 53,8                        | Torsmåla                                   | Torsmåla                                   |
| Abzweig geradeaus und von rechts (Strecke außer Betrieb) |                             | Bahnstrecke Mönsterås–Åseda von Fagerhult  | Bahnstrecke Mönsterås–Åseda von Fagerhult  |
| Bahnhof (Strecke außer Betrieb) | 56,5                        | Skoghult (1912–1963)                       | Skoghult (1912–1963)                       |
| Abzweig geradeaus und nach links (Strecke außer Betrieb) |                             | Bahnstrecke Mönsterås–Åseda nach Mönsterås | Bahnstrecke Mönsterås–Åseda nach Mönsterås |
| Grenze (Strecke außer Betrieb) |                             | Grenze Kalmar län / Kronobergs län         | Grenze Kalmar län / Kronobergs län         |
| Brücke über Wasserlauf (Strecke außer Betrieb) |                             | Alsterån                                   | Alsterån                                   |
| Bahnhof (Strecke außer Betrieb) | 63,5                        | Fröseke (1923–1963)                        | Fröseke (1923–1963)                        |
| Haltepunkt / Haltestelle (Strecke außer Betrieb) | 70,5                        | Rydefors (1923–1963)                       | Rydefors (1923–1963)                       |
| Blockstelle (Strecke außer Betrieb) | 71,7                        | Hohults snickerifabrik (1923–1963)         | Hohults snickerifabrik (1923–1963)         |
| Bahnhof (Strecke außer Betrieb) | 72,8                        | Hohultslätt (1923–1963)                    | Hohultslätt (1923–1963)                    |
| Brücke über Wasserlauf (Strecke außer Betrieb) |                             | Alsterån                                   | Alsterån                                   |
| Haltepunkt / Haltestelle (Strecke außer Betrieb) | 74,9                        | Åkerslund (1923–1963)                      | Åkerslund (1923–1963)                      |
| Bahnhof (Strecke außer Betrieb) | 79,4                        | Älghult (Älghultsby, 1922–1963)            | Älghult (Älghultsby, 1922–1963)            |
| Strecke (außer Betrieb) |                             | Östra Värends Järnväg nach Brittatorp      | Östra Värends Järnväg nach Brittatorp      |

Die Bahnstrecke Ruda–Älghult (schwedisch Ruda–Älghults Järnväg) (RÄJ) war eine 45,7 Kilometer lange schwedische Bahnstrecke von Ruda in Kalmar län nach Älghult in Kronobergs län. Sie hatte eine Spurweite von 891 mm und wurde zwischen 1922 und 1923 in Etappen für den Verkehr freigegeben. Der Personenverkehr wurde 1963 eingestellt, aber die Strecke wurde noch bis 1967 für den Fahrzeugverkehr zwischen den in Småland verbliebenen Schmalspurbahnen verwendet.

## Geschichte
Die Bahnstrecke Ruda–Älghult war eine Verlängerung der 33 Kilometer langen, von der Ruda–Finsjö–Oskarshamns Järnvägsaktiebolag betriebenen, Bahnstrecke Ruda–Oskarshamn.
Die Vorgeschichte für den Bau der Strecke Ruda–Älghult ist eng mit der Bahnstrecke Ruda–Oskarshamn verbunden. Die ersten Pläne für die Strecke nach Oskarshamn war über Kråksmålabygden geplant. Deshalb wurden Bemühungen unternommen, um diese nur 33 Kilometer lange Strecke nach Oskarshamn zu erweitern, da die Gesellschaft Personal und Material mit dieser Strecke nicht rationell nutzen konnte.
Zwei Vorschläge zur Verlängerung wurden näher betrachtet: der erste bis Grönskåra an der Bahnstrecke Mönsterås–Växjö, der zweite über Sävsjöström nach Älghults. Für die letztgenannte Variante wurde eine Konzession beantragt, die jedoch abgelehnt wurde.
Zwischenzeitlich wurde 1912 eine Entscheidung über den Bau einer Schmalspurbahn von Älghult über Sävsjöström nach Brittatorp an der Bahnstrecke Växjö–Åseda–Hultsfred getroffen. Die Arbeiten an dieser Bahnstrecke Brittatorp–Älghult (Östra Värends Järnväg) begannen 1917, als Staatsanleihen gewährt wurden. Älghult wurde so der östliche Endpunkt dieser Strecke. Die Verkettung der Strecken Brittatorp–Älghult und Ruda–Oskarshamn war die natürliche Folge, weil so die Städte Oskarshamn und Växjö eine direkte Verbindung miteinander durch die Schmalspurbahn erhielten. Ferner verband die Bahn mehrere Gemeinden mit ihren zahlreichen Industriebetrieben und großen Waldgebieten mit einem nahezu eisfreien Hafen.
Am 22. Juli 1915 beantragten Bürgermeister H. Graders, Direktor M. Linder und Vizekonsul G. L. Wijkström aus Oskarshamn, Grubenbesitzer A. Johannson aus Kronofors und Kantor V. Hoffman aus Älghult die Konzession für eine 47 Kilometer lange Strecke mit der Spurweite von 891 mm von Älghult nach Ruda. Die Spurweite wurde in Übereinstimmung mit den Zeichnungen und Kostenvoranschlägen des Kapitäns im Väg- och vattenbyggnadskåren R. Ekwall festgelegt. Die geschätzten Kosten betrugen 1.630.000 Kronen, zuzüglich der Fahrzeuge.
Anschließend beantragte Landrat J. Zetterstedt am 14. März 1916 die Konzession für eine Bahnstrecke mit der Spurweite von 891 mm von Alsterbro an der Bahnstrecke Mönsterås–Växjö nach Älghult in Übereinstimmung mit den Zeichnungen und Kostenvoranschläge des Ingenieurs L. V. Holmer. Das königliche Baubüro beauftragte das Väg- och vattenbyggnadsstyrelsen, die Regierungen von Kronobergs län und Kalmar län anzuweisen, die Bewohner der Orte, die die Bahn berühren würde, anzuhören und Änderungswünsche aufzunehmen.
Das Abstimmungsgespräch fand in Högsby, Kalmar län, am 15. Dezember 1916 statt. Die Konzessionsbewerber der Strecke Alsterbro–Älghult brachten vor, dass Älghults socken traditionell zur Handelszone der Stadt Kalmar gehöre, die Stadt starkes Interesse an einer Bahnstrecke Kalmar–Berga hätte und die Strecke nach Mönsterås befürworten würde. Für die Strecke nach Mönsterås wäre äußerst schädlich, wenn die Pläne von Älghult anders realisiert werden würden, als von den Antragstellern vorgeschlagen. Dadurch könnte eine Notlage für die zukünftigen Kunden der Bahn entstehen. Im Gegensatz wären die Aussichten für die Strecke nach Mönsterås viel besser, wenn dadurch die Strecke Alsterbro–Älghult ohne Beteiligung des Staates gebaut werden könnte.
In einem in der Sitzung vorgelegten Brief betonte der Vorstand der Ruda–Finsjö–Oskarshamns järnväg, dass der Bau der Strecke Älghult–Ruda notwendig wäre, damit sie ihren Verkehrsverpflichtungen im Land und gegenüber dem Staat mit seinen ausgedehnten Wäldern rund um den See Allgunnen nachkommen könne. Zudem könne die Strecke ein Teil der Gesamtverbindung Växjö–Oskarshamn sein, die den südlichen Teil des Landes erschließen würde. Die Verbindung von Älghult mit der Küste wäre am besten durch eine direkte Bahnstrecke über Ruda sichergestellt. Zur Unterstützung des Vorschlages von Alsterbro sprachen die Vertreter von Mönsterås und im Interesse von Kalmar.
Die Provinzregierung von Kalmar län erkannte, dass der Ruda-Vorschlag von größter Bedeutung für den Bau eines Verkehrsknotenpunktes sei, äußerte aber Bedenken, dass dies der Strecke nach Mönsterås einen großen Teil ihres Verkehrs berauben würde. Daher wurde hinterfragt, ob die Besitzer der Strecke Älghult–Ruda eine Konzession zu einem geeigneten Anschlusspunkt an die Strecke nach Mönsterås verfolgen oder die neu vorgeschlagene Strecke Alsterbro–Älghult bevorzugen würden.
Die Provinzregierung von Kronobergs län betonte, dass lokale Interessenten einstimmig den Älghult–Ruda-Vorschlag befürworten würden. Für den Vorschlag sprachen sich zudem der Leiter des östlichen Väg- och vattenbyggnadsdistriktes, der Vorstand der Staatsdomäne und des Väg- och vattenbyggnadsstyrelsen aus.

## Ruda–Älghults järnvägsaktiebolag
Am 14. Dezember 1917 wurde die Konzession und die Aufforderung zur Zeichnung von Aktien gewährt, am 29. Dezember 1917 konstituierte sich Ruda–Älghults järnvägsaktiebolag. Den ersten Vorstand der Gesellschaft bildeten Bürgermeister Henning Grauers als Sprecher, Direktor Mauritz Linder, Konsul Gustaf Lorentz Wijkström, der Gutsbesitzer Anders Johansson und Kantor V. Hoffman.
Die größten Aktionäre waren die Stadt Oskarshamn mit 700.000 Kronen, die Gemeinde Älghultsby mit 280.000 Kronen und Ruda–Finsjö–Oskarshamns Järnvägsaktiebolag mit 55.200 Kronen. Die Gemeinden Högsby und Fliseryd sowie die AB Svenska fönsterglasbruken zeichneten jeweils Aktien im Wert von 50.000 Kronen. Ein beantragtes Staatsdarlehen wurde mit 1,525 Millionen Kronen genehmigt. Major J. Ekelund vom Väg- och vattenbyggnadskåren erstellte 1918 neue Pläne sowie einen neuen Kostenvoranschlag. Die Kosten wurden auf 3.050.000 Kronen ohne Fahrzeuge geschätzt. Die Änderungen des Kostenvoranschlages wurde am 13. Juni 1919 genehmigt.
Die Preiserhöhungen nach dem Ersten Weltkrieg beeinflussten wesentlich den geplanten Eisenbahnbau. Der Kostenanstieg wurde mit einem zusätzlichen Darlehen von 207.000 Kronen finanziert.

## Bau
Die Gesellschaft entschied sich, die Strecke in Eigenregie zu bauen. 1920 wurde dazu Ingenieur Johan Svensson für die Bauaufsicht eingestellt. Nach Beginn der Bauarbeiten schloss sich die Gesellschaft dem Svenska väg- och vattenbyggarnas arbetsgivarförbund an. Der Arbeitgeberverband löste bei Tarifverhandlungen einen Streik aus, der am 1. April 1920 begann und die Arbeiten bis Februar 1921 ruhen ließ.
Nach dem Streik lief zuerst der Gleisbau auf dem Abschnitt Ruda–Skoghult wieder an. Am 1. November 1921 meldete Johan Svensson die baldige Fertigstellung. Jedoch blieben die Kosten nicht im Rahmen, mit 936.000 Kronen wurde der Voranschlag um 216.500 Kronen überzogen.
Das Unternehmen entschied sich dann, den Betrieb auf der Strecke nach Skoghult aufzunehmen, bis die Finanzierungsfrage gelöst wäre. Es fehlte noch ein Kilometer, als im Dezember 1921 erneut ein Streik ausbrach, der erst im Juli 1922 endete.
Inzwischen resignierte Johan Svensson an seiner Aufgabe und wurde vom Verkehrsleiter der ROJ, Helge Petersson, ersetzt. Unter seiner Leitung wurden die Arbeiten bis Skoghult abgeschlossen und am 14. November 1922 wurde der Abschnitt Ruda–Skoghult für den öffentlichen Verkehr freigegeben.
Die Arbeiten am Streckenabschnitt Skoghult–Älghult begannen sofort. Der Geldmangel zur Vollendung der Strecke war während des Streiks durch einen Bankkredit überbrückt worden. Am 22. Februar 1923 wurde die Strecke Ruda–Älghult mit der  Östra Värends Järnväg, ÖVJ verbunden. Damit bestand eine Schmalspurverbindung zwischen Oskarshamn, Växjö, Västervik und eine Reihe von anderen Orten in der Region. Am 19. August 1923 wurde die Strecke für die öffentliche Nutzung freigegeben. Erster Verkehrsleiter für ROJ und RÄJ wurde Gustaf Fredrik Petersson.
Die Gesamtkosten der Schlussrechnung betrugen 3.556.007 Kronen ohne Fahrzeuge. Dafür entstand eine Schmalspurstrecke in der Spurweite 891 mm, mit 45,7 Kilometer Länge. Die Schienen hatten eine Metergewicht von 17,7 kg, die maximale Steigung betrug 16 ‰, der Mindestradius 300 Meter und die maximale Geschwindigkeit 40 km/h. Mit KBJ und Östra Värends Järnväg wurde eine Vereinbarung über die Nutzung der jeweiligen Bahnhöfe Ruda und Älghult unterzeichnet.
Mit ROJ wurde zudem eine gemeinsame Verwaltung vereinbart sowie eine Einigung darüber erzielt, dass die RÄJ von der ROJ mit ihren Fahrzeugen und Personal betrieben werden würde. Das übrige Personal wurde von RÄJ eingestellt, dies waren 1923 20 Personen.
In Älghult bezahlte RÄJ zudem den Bau eines Lokschuppens mit einem Gleis und Platz für zwei Lokomotiven. Der Lokschuppen der OVJ, der vom gleichen Typ war, wurde mit dem RÄJ-Schuppen verbunden. Vor den Schuppen war eine gemeinsam genutzte Drehscheibe vorhanden. Beide Lokschuppen wurden 1967 abgerissen.
Das Unternehmen ging 1931 in Konkurs.

## Östra Smålands Järnvägsaktiebolag
RÄJ und die ebenfalls in Konkurs gegangene Ruda–Oskarshamns Järnvägsaktiebolag (ROJ) gingen am 1. Juli 1932 in die Östra Smålands Järnvägsaktiebolag (ÖSmJ) über, die eine Tochtergesellschaft der Kalmar läns östra järnvägsaktiebolag war. Diese Tochtergesellschaft wurde am 1. Januar 1937 aufgelöst und direkt in die Kalmar läns östra järnvägsaktiebolag integriert.

## Verstaatlichung
Die Kalmar–Berga Järnvägsaktiebolag wurde am 1. Juli 1940 im Rahmen der allgemeinen Eisenbahnverstaatlichung in Schweden vom Staat übernommen und in Statens Järnvägar integriert. Das Personenverkehrsaufkommen stieg während des Zweiten Weltkriegs an, so dass von Dampflokomotiven gezogene Personenzüge durch Triebwagen ersetzt wurden. Der Güterverkehr wurde bis zur Stilllegung der Strecke weiterhin mit Dampflokomotiven durchgeführt.

## Einstellung
Der gesamte Verkehr wurde am 29. September 1963 eingestellt. Die Strecke wurde aber weiterhin von den Staatsbahnen für den Transport von Fahrzeugen zwischen den verbleibenden 891 mm Schmalspurbahnnetzen in der Umgebung von Kalmar und dem Netzwerk zwischen Växjö und Västervik verwendet, bis 1967 im Gebiet von Kalmar alle Aktivitäten eingestellt wurden. Die Strecke wurde 1968 abgerissen.

## Bilder

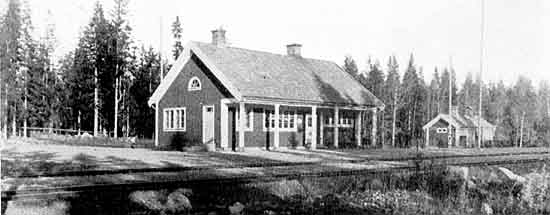
Bahnhof Sinnerskog
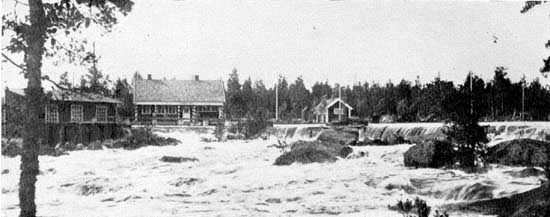
Bahnhof Fröseke
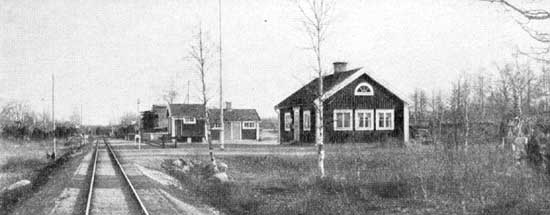
Bahnhof Basthult